# Battleheart Legacy
Battleheart Legacy es un RPG para Android y iOS desarrollado por Mika Mobile, Inc. y lanzado el 28 de mayo de 2014. Es la secuela al juego de 2011 Battleheart.
En Battleheart Legacy, y en contraste con su antecesor, el jugador controla a un único personaje, que debe cumplir misiones y derrotar enemigos para obtener dinero y experiencia. Al incrementar su nivel, los personajes pueden mejorar sus atributos y, con base en estos, obtener habilidades. El juego dispone de un gran árbol de estas habilidades, ampliando considerablemente las opciones del jugador.

## Recepción crítica
El juego tiene una calificación de 88 de 100 en Metacritic, calculada a partir de 12 reseñas.